# Альтафулья
Альтафулья — це муніципалітет в Іспанії в кумарці Тарраґунес у Каталонії, Іспанія. У місті Альтафулья збережено недоторканним старий квартал, два замки: один у місті й другий на невеликому мисі з видом на море (замок Маркізів Тамарит, що закритий для відвідування) і старий Рибальський квартал, що тягнеться вздовж пляжу, і називається «Baixamar», його засновано у XVI ст. Під мурами замку Тамарит тягнеться ліс, один з небагатьох, що залишився в Каталонії біля моря. Його частина являє собою невеликий природний заповідник. Тут же збереглися залишки Римської Вілли Ельс-Мунтс, що є частиною Світової спадщини ЮНЕСКО. Річка Ґайа впадає в море, понад її берегами в цьому районі розташований невеликий природний заповідник, хоча через греблі вона несе до моря досить мало води, утворюючи крихітні соляні болота, відокремлені від моря смугою піску.
Альтафулья має один з найвищих середніх доходів домогосподарств у провінції Таррагона.

## Міст-Побратими
- Ров'яно, Італія